# Ragnarok Online

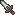
Biểu Trưng của game Ragnarok

Ragnarok Online (RO) (tiếng Hàn:라그나로크 온라인 Cuộc chiến giữa người và thần) là trò chơi trực tuyến nhập vai nhiều người chơi (MMORPG) do Công ty Gravity (Hàn Quốc) sản xuất dựa trên truyện tranh cùng tên của tác giả Myung-Jin Lee.
Hiện nay, game RO thu hút trên 25 triệu người chơi ở hơn 37 quốc gia trên thế giới, dành cho giới trẻ, bối cảnh game xoay quanh những câu truyện thần thoại Bắc Âu.

## Các mốc sự kiện
- 8 tháng 12 năm 2002: RO đã chính thức đi vào hoạt động ở 3 nước Hàn Quốc, Đài Loan và Nhật Bản.
- 3 tháng 10 năm 2003: RO đã ra mắt thêm ở các nước Thái Lan, Trung Quốc, Philippines, Indonesia và Mỹ.
- 1 tháng 4 năm 2004: RO liên tục mở rộng trên toàn thế giới và kết nạp thêm 4 nước là: Brasil, Ấn Độ, Malaysia và Singapore.
- Tháng 4 năm 2004: RO chính thức có mặt tại các nước Châu Âu.
- Tháng 5 năm 2005: RO đã bước chân vào 14 nước Trung Đông và Châu Phi.
- Tháng 5 năm 2006: bản close beta đã được VinaGame phát hành tại Việt Nam.
- Tháng 3 năm 2008: VinaGame chính thức khai tử RO sau gần 2 năm hoạt động.
- Tháng 10 năm 2008: Ragnarok chính thức phát hành lại bởi Asiasoft Việt Nam.
- Tháng 1 năm 2011: Asiasoft ngưng phát hành RO tại Việt Nam.
- Tháng 7 năm 2021: Ragnarok chính thức phát hành lại bởi VTC tại Việt Nam

## Sơ lược về cha đẻ của RO
Tên của ông là Lee Myung Jin, người Hàn Quốc. Ông đã trở thành họa sĩ truyện tranh sau khi tốt nghiệp đại học. Tác phẩm đầu tay của ông là bộ truyện: Đêm Thần Tiên, được sáng tác vào năm 1992. Đến năm 1995, ông phải nhập ngũ. Bộ truyện Ragnarok được sáng tác vào năm 1997, sau khi ông được giải ngũ.